# 오우라 가네타케
오우라 가네타케(일본어: 大浦兼武 오오우라 카네타케[*], 1850년 6월 15일(가에이 3년 5월 6일) ~ 1918년(다이쇼 7년) 9월 30일)는 사쓰마번의 무사 출신으로 메이지 시대 후기와 다이쇼 시대 초기에 활동한 경찰 관료이자 정치가이다. 체신대신, 농상무대신, 내무대신을 역임하였고, 훈등은 훈일등, 작위는 정3위 자작이다.

## 생애
사쓰마번의 번주 시마즈씨의 분가인 미야노조 시마즈가(宮之城島津家)의 가신으로 태어났다. 보신 전쟁에서 사쓰마 군에 소속되어 오우(奥羽) 방면으로 출정하였다.
메이지 유신 이후에 경찰이 되었으며, 세이난 전쟁 때에 경시대(警視隊)에서 임시로 편성된 백병전 부대인 발도대(抜刀隊)를 인솔하여 전공을 세웠다. 나졸로부터 승진하여 삼등 소경부(三等小警部) 겸 육군 중위가 되었으며, 1875년(메이지 8년)에 경시청 경부보로 승진하였다. 1882년(메이지 14년)에 오사카부 경부장으로 취임하였으며, 1884년(메이지 17년)에 마쓰시마 유곽(松島遊廓)에서 발생한 병사와 경관의 난투 사건에서 쌍방의 상관으로서 현장에 나누어 들어가 진압하여 높은 평가를 받았다. 1888년(메이지 21년)에 내무성 경보국(警保局) 차장으로 취임하였다.
1893년(메이지 26년) 이후에 시마네현, 야마구치현, 구마모토현, 미야기현의 지사를 역임하였으며, 1898년(메이지 31년)에는 경시총감으로 취임하였다. 귀족원 의원도 맡아 1903년(메이지 36년)에 제1차 가쓰라 내각에서 체신대신으로 첫 번째 입각을 하였다. 1906년(메이지 39년) 4월 1일에 훈일등 욱일대수장을 수여 받았다. 그 후에도 제2차 가쓰라 내각의 농상무 대신, 제3차 가쓰라 내각의 내무대신, 제2차 오쿠마 내각의 농상무 대신과 내무대신을 역임하였다. 입헌동지회의 창립에도 가담하였다.
그러나 오쿠마 내각에 입각할 당시에 선거 위반의 혐의로 조사를 받게 되었고, 연이어 제2차 가쓰라 내각 때에 2개 사단 증설안을 통과시키기 위해서 의원을 매수하였던 일이 발각되어 내무대신을 사임하게 되었으며 정치가로의 생명이 끊기게 되었다(오우라(大浦) 사건). 대일본 무덕회 회장과 일영 박람회 총재도 역임하였다.